# انطون مولر
انطون مولر (بالألمانية: Anton Müller)‏ (22 أكتوبر 1983 برلين الغربية ألمانيا المحتلة من قبل قوات التحالف - ) هو لاعب كرة قدم ألماني يلعب كلاعب وسط.

## روابط خارجية
- انطون مولر على موقع قاعدة بيانات كرة القدم.إي يو (الإنجليزية)
- انطون مولر على موقع بيانات كرة القدم. دي إي (الألمانية)
- انطون مولر على موقع عالم كرة القدم.نت (الإنجليزية)